# Megalomania
Megalomania (del grec μεγαλομανία) és una condició psicopatològica caracteritzada per fantasies delirants de riquesa, poder, genialitat o omnipotència - normalment anomenades genèricament com a deliris de grandesa. La paraula és una conjunció de "mania", que significa bogeria, i la paraula grega "megalo", que significa obsessió amb grandiositat i extravagància, un símptoma comú en la megalomania. És sovint simptomàtica de la mania o la paranoia.